# Бурвилен
Бурвилен (фр. Bourgvilain) насеље је и општина у источном делу централне Француске у региону Бургоња, у департману Саона и Лоара која припада префектури Макон.
По подацима из 2011. године у општини је живело 328 становника, а густина насељености је износила 27,77 становника/km². Општина се простире на површини од 11,81 km². Налази се на средњој надморској висини од 300 метара (максималној 681 m, а минималној 260 m).

## Демографија
| 1962. | 1968. | 1975. | 1982. | 1990. | 1999. | 2011. |
| ----- | ----- | ----- | ----- | ----- | ----- | ----- |
| 192   | 210   | 275   | 278   | 276   | 321   | 328   |

График промене броја становника у току последњих година